# Ary Schiavo

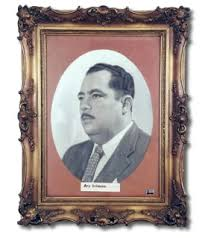
Ary Schiavo

Ary Schiavo (Piraí, 20 de setembro de 1915 — Nova Iguaçu, 30 de junho de 1988) foi prefeito do município de Nova Iguaçu (Rio de Janeiro) de 31 de janeiro de 1955 a 30 de janeiro de 1959. Antes disso, havia sido vereador na mesma cidade entre 1947 e 1954, sendo presidente da Câmara dos Vereadores a partir de 1951. Sua eleição para prefeito ocorreu em 3 de outubro de 1954.
Em 1957, o jornal A Noite fez uma longa reportagem em que listou diversas obras do prefeito.
Teve grande importância para o crescimento do município de Japeri, então distrito de Nova Iguaçu, ao intensificar a construção de estradas e instalar os primeiros pontos de iluminação pública do distrito em 1958.